# Molène noire
Verbascum nigrum
Espèce
Classification APG III (2009)
La Molène noire (Verbascum nigrum) ou Bouillon-noir est une plante herbacée vivace de la famille des Scrofulariacées.

## Description

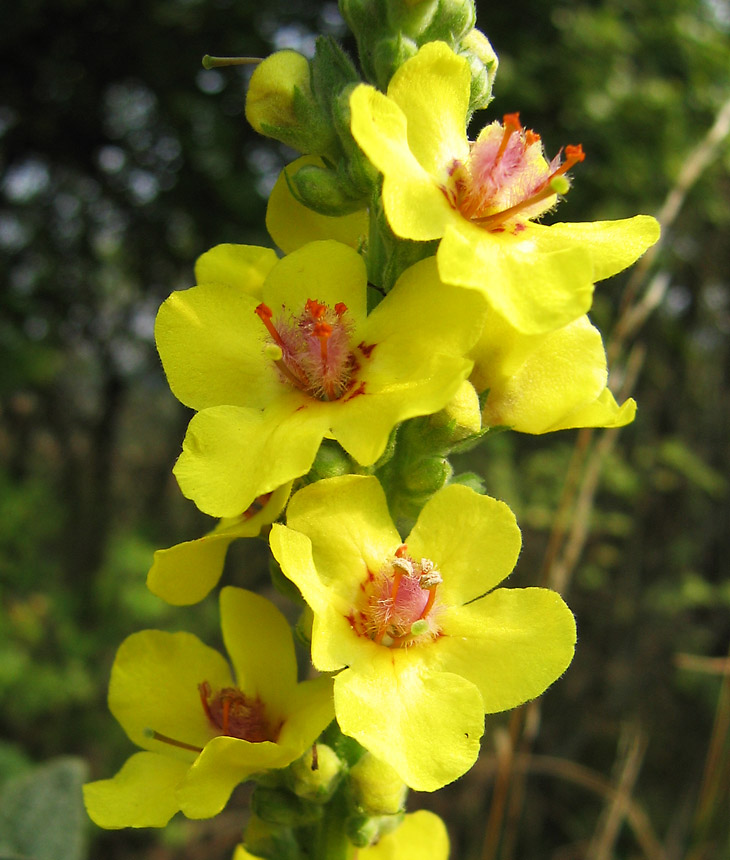
Fleurs

Plante atteignant 1,2 m de haut, à fleurs en épi, jaunes avec les filets des étamines violets et densément velus. Les feuilles sont pétiolées, vert sombre, légèrement velues. La tige est anguleuse.

### Caractéristiques
Organes reproducteurs
- Couleur dominante des fleurs : jaune
- Période de floraison : juillet-septembre
- Inflorescence : épi simple
- Sexualité : hermaphrodite
- Ordre de maturation : homogame
- Pollinisation : entomogame, autogame

Graine
- Fruit : capsule
- Dissémination : épizoochore

Données d'après : Julve, Ph., 1998 ff. - Baseflor. Index botanique, écologique et chorologique de la flore de France. Version : 23 avril 2004.

## Habitat
Clairières vivaces médioeuropéennes, eutrophiles, mésohydriques, neutrophiles : coupes forestières, terrains vagues, friches, bords de chemins, ballast des voies ferrées.

## Répartition
Espèce eurasiatique : Europe sauf nord et sud ; Asie médiane.

## Usages médicinaux
Une infusion de feuilles est utilisée pour le traitement de divers problèmes respiratoires dont la toux, la bronchite, l'asthme et les irritations de la gorge.